# Campeonato Gaúcho 1953
In 1953 werd het 33ste Campeonato Gaúcho gespeeld voor voetbalclubs uit de Braziliaanse staat Rio Grande do Sul. Er werden regionale competities gespeeld en de kampioenen ontmoetten elkaar in de finaleronde die gespeeld werd van 25 oktober tot 20 september. Internacional, dat rechtstreeks in de finale mocht starten, werd kampioen. 

## Voorronde
| Team #1              | Tot.  | Team #2           | 1ste wed | 2de wed | 3de wed |
| -------------------- | ----- | ----------------- | -------- | ------- | ------- |
| Guarany de Cachoeira | 2 - 9 | Brasil de Pelotas | 1 - 3    | 1 - 6   | /       |
| Bagé                 | 6 - 9 | Uruguaiana        | 2 - 1    | 1 - 4   | 3 - 4   |

## Halve finale
| Team #1    | Tot.  | Team #2           | 1ste wed | 2de wed |
| ---------- | ----- | ----------------- | -------- | ------- |
| Uruguaiana | 1 - 6 | Brasil de Pelotas | 0 - 3    | 1 - 3   |

## Finale
|                 |                   |       |                            |                        |
| 6 december Heen | Brasil de Pelotas | 1 – 2 | Internacional              | Bento Freitas, Pelotas |
| 6 december Heen | Bolão 79'         |       | 26' Bodinho 31' Canhotinho | Bento Freitas, Pelotas |

|  | Brasil de Pelotas | Internacional |

|                   |                                         |       |                          |                                   |
| 20 december Terug | Internacional                           | 3 - 2 | Brasil de Pelotas        | Estádio da Timbaúva, Porto Alegre |
| 20 december Terug | Luizinho 12' Bodinho 22' Canhotinho 90' |       | 3' João Borges 42' Caizé | Estádio da Timbaúva, Porto Alegre |

|  | Internacional | Brasil de Pelotas |

## Kampioen
| Campeonato Gaúcho de 1953          |
| Porto Alegre                       |
| ---------------------------------- |
| INTERNACIONAL Kampioen (14° titel) |